# أبسالوم جونز
أبسالوم جونز (بالإنجليزية: Absalom Jones)‏ (ولد في السابع من نوفمبر عام 1746 وتوفي في 13 فبراير عام 1818) كان أمريكيًا من أصل إفريقي مناهضًا للعبودية، ورجل دين بارز في فيلاديلفيا بولاية بنسلفانيا. نتيجة خيبة أمله بسبب التمييز العنصري الذي تعرض له في إحدى الكنائس الميثودية المحلية، أسس جمعية الأفارقة الأحرار مع ريتشارد آلن عام 1787، وهي جمعية مساعدة متبادلة للأمريكيين الأفارقة في المدينة. ضمت الجمعية تحت جناحها عديدًا من الأشخاص المحررين مؤخرًا من العبودية بعد الحرب الثورية الأميركية.
في سنة 1794، أسس جونز أول تجمع أسقفي للسود، وفي عام 1802، كان أول أمريكي إفريقي يعُين قسيسًا في الكنيسة الأسقفية الأمريكية. أُدرج اسمه في التقويم الأسقفي للقديسين. يُكر بشكل طقوسي بتاريخ وفاته، 13 فبراير، في كتاب الصلاة المشتركة عام 1979 بـ «أبسالوم جونز، الكاهن، 1818».

## النشأة
كان أبسالوم جونز مستعبدًا في مقاطعة ساسكس، ديلاوير، عام 1746. عندما كان في السادسة عشر من عمره، باعه مالكه مع وأمه وأشقائه لمزارع مجاور. في ذاك العام، أبقى المزارع على أبسالوم، لكنه باع والدته وإخوته، وانتقل إلى فيلادلفيا بولاية بنسلفانيا، حيث أصبح تاجرًا. سُمح لأبسالوم الالتحاق بالمدرسة وتعلم القراءة والكتابة. بينما كان ما زال مستعبدًا من قبل السيد وينكوب (الذي كان عضوًا في كنيسة المسيح ولاحقًا في كنيسة سان بطرس)، تزوج أبسالوم من ماري كينغ (وهي امرأة مستعبدة من قبل إس. كينغ، جار لعائلة وينكوب)، في الرابع من يناير عام 1770. أدى جايكوب دوشيه مراسم الزفاف.
بحلول عام 1778، تمكن أبسالوم من من شراء حرية زوجته، وبالتالي أصبح بإمكان أطفالهما أن يكونوا أحرارًا؛ إذ طلب المساعدة عبر جمع التبرعات والقروض. (تبعًا للقانون الاستعماري، كان الأطفال يأخذون حالة والدتهم، وبالتالي كان الأطفال الذين يولدون لأم رقيقة رقيقًا). كتب أبسالوم لسيده ساعيًا وراء حريته، لكن طلبه رُفض مبدأيًا. في العام 1784، أعتقه وينكوب، مستلهمًا تصرفه على الأغلب من الأفكار الثورية. اتخذ أبسالوم لنفسه كنية «جونز» كدلالة على هويته الأمريكية.

## الكنيسة الميثودية
حوالي العام 1780، اجتاحت الحركة الميثودية المستعمرات كجزء من الصحوة الثانية الكبرى. جاءت في وقت الاهتياج الثوري في فترة انغلاق الحرب الثورية الأمريكية. اشتهر الحركة بشكل خاص في نيويورك، بالتيمور، وفيلادلفيا. ظهر الميثوديون في بريطانيا العظمى كإنجيليين ضمن كنيسة إنجلترا. في ديسمبر من العام 1784، أسس كل من توماس كوك وفرانسيس أبسوري الكنيسة الأسقفية الميثودية، وأسموها بذلك لتفريقها عن كنيسة إنجلترا.

## عمله الوزاري
أبطلت ولاية بنسلفانيا العبودية وأصبحت ولاية حرة في الولايات المتحدة الأمريكية. أصبح جونز وزيرًا مكلفًا للجمعية مختلفة الأعراق لكنيسة سانت جورج الأسقفية الميثودية في فيلادلفيا. استقبلت الكنيسة الميثودية أشخاصًا من جميع الأعراق وسمحت للأمريكيين الأفارقة بالتبشير. برفقة ريتشارد آلن، كان جونز واحدًا من أوائل الأمريكيين الأفارقة المخولين بالتبشير من قبل الكنيسة الأسقفية الميثودية.
لكن أعضاء الكنيسة استمروا بممارسة التمييز العنصري. في عام 1792، حين كان في كنيسة سانت جورج الأسقفية الميثودية، قيل لأبسالوم وأعضاء سود آخرين أنه لا يمكنهم الانضمام لبقية الجماعة في الجلوس والركوع في الطابق الأول، وبدلًا من ذلك، عليهم الانفصال أولًا بالجلوس قبالة الحائط ومن ثم في الرواق أو الشرفة. بعد إكمال صلاتهم، وقف جونز ومعظم أفراد الكنيسة السود وغادروا.
أسس جونز وآلن جمعية الأفارقة الأحرار، التي تمثلت في البداية كجمعية رعاية متبادلة غير مذهبية، تساعد المستعبدين الأحرار مؤخرًا في فيلادلفيا. افترق جونز وآلن لاحقًا، مع اتخاذ حياتهم الدينية مناحٍ مختلفة بعد عام 1794. بقوا أصدقاء مدى الحياة ومتعاونين.

## وصلات خارجية
- أبسالوم جونز على موقع الموسوعة البريطانية (الإنجليزية)